# Crocidura hilliana
Crocidura hilliana és una espècie de mamífer de la família dels sorícids que es troba al nord-est i el centre de Tailàndia i el centre de Laos. Fou anomenada en honor del zoòleg britànic John Edwards Hill.
Sembla probable que les seves principals amenaces siguin la degradació del seu hàbitat a causa de l'expansió dels camps de conreu i l'extracció de fusta.